# Farges
Farges är en kommun i departementet Ain i regionen Auvergne-Rhône-Alpes i östra Frankrike. Kommunen ligger  i kantonen Collonges som ligger i arrondissementet Gex. Kommunens areal är 14,28 km². År 2022 hade Farges 1 065 invånare.

## Befolkningsutveckling
Antalet invånare i kommunen Farges
Referens: INSEE